# Canton de Dormans
Le canton de Dormans est un ancien canton français situé dans le département de la Marne et la région Champagne-Ardenne.

## Géographie
Ce canton était organisé autour de Dormans dans l'arrondissement d'Épernay. 

## Représentation

### Conseillers généraux de 1833 à 2015
| Période       | Période                   | Identité                                     | Étiquette              | Qualité |
| ------------- | ------------------------- | -------------------------------------------- | ---------------------- | --- |
| 18..          | 1833                      | Philogène de Montfort                        |                        | Conseiller général désigné                                                                                    |
|               |                           |                                              |                        | |
| 1833          | 1848                      | Hubert David Hiss                            |                        | Propriétaire, maire de Dormans                                                                                |
| 1848          | 1870 (décès)              | Louis François Vicomte de Lalot              |                        | Ancien officier de cavalerie Propriétaire, maire de Dormans                                                   |
| 1870          | 1871                      | Vicomte Henri de La Rochelambert de Montfort |                        | Ancien capitaine de cavalerie de l'armée territoriale                                                         |
| 1871          | 1895 (décès)              | Louis François Edmond Prin                   | Républicain            | Avocat à Paris                                                                                                |
| 1895          | 1910 (démission d'office) | Edmond Lourdeaux                             | Rad.                   | Propriétaire à Dormans, conseiller d'arrondissement                                                           |
| 1910          | 1920 (décès)              | Louis Moret                                  |                        | Docteur en médecine Maire de Dormans (1908-1920)                                                              |
| 1920          | 1923 (décès)              | Émile Lagache                                | PRS                    | Propriétaire à Venteuil, ancien chef de la rébellion viticole de 1911                                         |
| 1925          | 1940                      | Auguste Boulet                               | Rad.                   | Instituteur à Verneuil                                                                                        |
|               |                           |                                              |                        | |
| 1943          | 1945                      | Marcel Berthelot (1886-1975)                 |                        | Viticulteur Maire de Festigny Nommé conseiller départemental en 1943                                          |
|               |                           |                                              |                        | |
| 1945          | 1960 (décès)              | Charles Jobert                               | Rad.                   | Représentant de commerce, propriétaire viticulteur exploitant à Mareuil-le-Port                               |
| 10 avril 1960 | 1964                      | Alfred Bailly                                | apparenté UNR          | Maire de Dormans (1953-1965)                                                                                  |
| 1964          | 1982                      | Jacques Charpentier                          | SFIO puis DVG puis DVD | Cadre Maire de Verneuil (1960-1971)                                                                           |
| 1982          | 2001                      | Robert Leveaux                               | RPR                    | Maire de Verneuil (1977-2008)                                                                                 |
| 2001          | 2015                      | Christian Bruyen                             | DVD                    | Enseignant Maire de Dormans (2001 → 2017) Conseiller départemental de Dormans-Paysages de Champagne (2015 → ) |

### Conseillers d'arrondissement (de 1833 à 1940)
| Période                                  | Période | Identité                                       | Étiquette                | Qualité |
| ---------------------------------------- | ------- | ---------------------------------------------- | ------------------------ | --- |
| 1833                                     | 1839    | Joseph François Charlot dit Lecocq (1767-1846) |                          | Marchand de bois, maire d'Igny-le-Jard                                                                      |
| 1839                                     | 1845    | François Boudin de Bonru (1776-1851)           |                          | Juge de paix à Dormans                                                                                      |
| 1845                                     | 1852    | Pierre dit Gabriel Lécuyer (1812-1888)         |                          | Docteur médecin et chirurgien à Dormans                                                                     |
| 1852                                     |         | Nicolas-Auguste Lécuyer                        |                          | Propriétaire à Dormans                                                                                      |
|                                          |         |                                                |                          | |
| 1889                                     | 1895    | Edmond Lourdeaux                               | Républicain              | Propriétaire à Dormans                                                                                      |
| 1895                                     | 1905    | Paul Leclère                                   | Républicain progressiste | Cultivateur à Champaillé, Dormans                                                                           |
| 1905                                     | 1922    | Paul Vallé                                     | Rad.                     | Clerc d'avoué, propriétaire à Dormans                                                                       |
| 1922                                     | 1940    | Joseph-Adrien Villoteaux-Delaire               | Rad.                     | Négociant, propriétaire à Festigny                                                                          |
| 1940                                     |         |                                                |                          | Les conseils d'arrondissement ont été suspendus par la loi du 12 octobre 1940 et n'ont jamais été réactivés |
| Les données manquantes sont à compléter. |         |                                                |                          | |

## Composition
Le canton de Dormans regroupait 14 communes et comptait 9 487 habitants (recensement de 1999 sans doubles comptes).
| Communes        | Population (2012) | Code postal | Code Insee |
| --------------- | ----------------- | ----------- | ---------- |
| Boursault       | 500               | 51480       | 51076      |
| Le Breuil       | 341               | 51210       | 51085      |
| Champvoisy      | 174               | 51700       | 51121      |
| Courthiézy      | 311               | 51700       | 51192      |
| Dormans         | 3 126             | 51700       | 51217      |
| Festigny        | 405               | 51700       | 51249      |
| Igny-Comblizy   | 371               | 51700       | 51298      |
| Leuvrigny       | 324               | 51700       | 51320      |
| Mareuil-le-Port | 1 317             | 51700       | 51346      |
| Nesle-le-Repons | 114               | 51700       | 51396      |
| Œuilly          | 581               | 51480       | 51410      |
| Troissy         | 820               | 51700       | 51585      |
| Verneuil        | 784               | 51700       | 51609      |
| Vincelles       | 319               | 51700       | 51644      |

## Démographie
| 1962  | 1968  | 1975  | 1982  | 1990  | 1999  | 2006  | 2011  | 2012  |
| ----- | ----- | ----- | ----- | ----- | ----- | ----- | ----- | ----- |
| 8 246 | 8 654 | 8 993 | 8 962 | 9 511 | 9 487 | 9 545 | 9 529 | 9 501 |